# Fresno Bulldogs
I Fresno Bulldogs o BDS in breve, noti anche con le abbreviazioni FBD e 624, sono principalmente una banda criminale americana messicana situata a Fresno, in California. Sono considerati una delle più grandi bande di droga della California centrale con un numero stimato di membri intorno ai 6.000 nella città di Fresno. Sono impegnati in una vasta gamma di attività criminali e sono stati oggetto di numerosi casi di alto profilo nel corso degli anni. Si vestono prevalentemente di rosso ma non si allineano con i Norteños, uno dei loro più grandi rivali.
I Fresno Bulldogs non hanno alleati e sono una delle poche bande criminali messicano-statunitensi della California che non si dichiara né facente parte dei Sureños né Norteños.

## Storia
I Fresno Bulldogs risalgono agli anni '60 ma non divennero una banda di strada indipendente fino agli anni '80. La loro indipendenza si sviluppò nel sistema carcerario della California durante le guerre carcerarie del 1984-1985. Ai tempi in cui c'erano ancora alleanze tra Norteños e gli F-14 che costruivano la Nuestra Familia. La banda era conosciuta come F-14. Nel 1986 gli F-14 andarono in guerra con i Norteños, il che portò a una violenta guerra nel sistema carcerario californiano noto nel folklore delle gang come "L'onda rossa". Gli F-14 iniziarono a usare il nome e la mascotte del bulldog dell'Università di Fresno, tra cui la stampa della zampa e l'immagine della testa del bulldog nei loro graffiti e tatuaggi. Si abbaiano anche l'un l'altro come un segnale di chiamata, "Bulldog Calling" e si indirizzano l'un l'altro come "dog", hanno anche adottato l'abbigliamento dello stato di Fresno come uniformi di fatto; causando un aumento di dieci volte dei canoni all'università dalle vendite di merci in licenza dagli anni '90 alla fine degli anni 2000. 

## Posizione e basi
Sono presenti in alcune delle città minori fuori Fresno, ma con meno frequenza. Ci sono basi più grandi situate a Fresno.

## Attività criminali
Le loro entrate principali provengono dalla distribuzione a livello stradale di marijuana, eroina e metanfetamina. Il dipartimento di polizia di Fresno e il dipartimento dello sceriffo della contea di Fresno hanno tentato diverse repressioni sull'attività delle gang bulldog. Nel novembre 2006, Operation Bulldogs è stata lanciata per spazzare via la banda dei Bulldog. L'operazione ha portato a migliaia di arresti, ma la natura indipendente della banda ha complicato gli sforzi della polizia per contenere i crimini attribuiti ai membri della banda. Gli sforzi dei dipartimenti di polizia di Fresno hanno portato a 2.422 arresti criminali di membri e membri della banda Bulldog. Tuttavia, anche con un aumento delle tattiche di soppressione della banda, la banda Bulldog continua a esercitare la propria influenza sulla comunità. I membri della banda Bulldog a volte combattono l'un l'altro a causa dell'affiliazione con un gruppo di rivali Bulldog.